# Slipstream (canción)
"Slipstream" es la novena canción del álbum Aqualung, de la banda británica de rock progresivo Jethro Tull (1971).
Es una de las breves y magistrales composiciones acústicas del disco, semejante en factura y composición a "Cheap Day Return" y "Wond'ring Aloud".
En 1981 el grupo editaría un vídeo recopilatorio de larga duración al que también llamaría Slipstream.